# Mehdi Khaghani
Mehdi Khaghani is een Iraanse schaker met een FIDE-rating van 2311 in 2005 en 2159 in 2016.  
Sinds 2008 heeft hij de titel FIDE Meester (FM). 
In september 2005 speelde hij mee in het toernooi om het kampioenschap van Iran en eindigde hij met 6 punten uit 11 ronden op de derde plaats. 